# 日産プリンス沖縄販売
日産プリンス沖縄販売株式会社（にっさんプリンスおきなわはんばい）とは、沖縄県浦添市に本社を置く琉球日産グループの、日産自動車のレッドステージ店及びClub Car製のゴルフカート販売業者である。

## 沿革
- 1967年4月 - 日産サニー沖縄販売株式会社設立。
- 1999年11月 - 社名を日産サニー沖縄販売株式会社から株式会社日産サティオ沖縄に改称。
- 2008年4月1日 - 社名を株式会社日産サティオ沖縄から日産プリンス沖縄販売株式会社へ改称。
- 2009年
  - 3月31日 - 翌4月1日から琉球日産自動車と統合するため、日産プリンス沖縄としての営業は最後となり、本社営業所も閉鎖。
  - 4月1日 - 琉球日産自動車と統合。

## 事業所
- 本社営業所、Club Car - 浦添市城間2693
- 国場営業所 - 那覇市仲井真153
- とよみ営業所 - 豊見城市座安155-1
- 名護営業所 - 名護市大北4丁目23-17